# Eriosynaphe longifolia
Eriosynaphe longifolia là một loài thực vật có hoa trong họ Hoa tán. Loài này được (Fisch. ex Spreng.) DC. mô tả khoa học đầu tiên năm 1830.